# Brooklyn (Indiana)
Pour les articles homonymes, voir Brooklyn (homonymie).
Brooklyn est une ville du Township de Clay, dans le comté de Morgan, dans l'État de l'Indiana, aux États-Unis. Sa population était de 1 598 habitants au recensement de 2010.
L'Observatoire Goethe Link est situé à proximité de Brooklyn.